# 秘魯番荔枝
秘魯番荔枝（學名：Annona cherimola），別名毛葉番荔枝、冷子番荔枝，是一种番荔枝科的植物。它是一种常绿约三至九米高的枝叶密集的树或者灌木。原產於秘魯、厄瓜多爾及智利。

## 名称
秘魯番荔枝的英语或西班牙语名称源自克丘亚语，其中“Chiri”意思是“冷”，“Muya”意思是“菜园”；印加人如此称呼它，因为它生长在高海拔的凉爽气候中。
其学名的种加名拉丁化为。
其属名，来自的拉丁化通用名称，是泰诺语中同名树的果实名称。

## 描述
秘魯番荔枝是一种枝叶密集、生长迅速、木本、短期落叶、但是大多数时候常绿的树木或灌木。它的树枝比较低，而且伸张很长。
成熟的树枝多汁木质，新的树枝则覆被着一层纤细、铁锈色的短毛。
叶皮质，长五至25厘米，宽三至十厘米，大多数为椭圆形，叶梢是圆的，柄端是尖的。新叶上覆盖着一层软嫩的铁锈色的毛。成熟的叶子只有在背面沿叶脉还有毛。叶子的颜色是钝绿色，叶脉的颜色比较淡。被面是天鹅绒的会绿色，叶脉则是淡绿色的凸起。新叶的北面白色。
秘魯番荔枝的叶子交替长在树枝的两侧，叶柄长六至十毫米，柄上长有密集的毛。
花白色，稍许有点绿，多肉，长三厘米，散发出非常强烈的果实味道。每朵花有三枚肉质、绿色、长形的外瓣和三枚小的粉色带白点的内瓣，内瓣的外部被有黄色或棕色的细毛。花内有许多雄蕊。花开在树枝上叶子的对面，有单朵的，也有双朵或三朵成群的。花柄长八至12毫米，上面被有密集的铁锈色的毛。花苞长15至18毫米，基部直径为五至八毫米。
果实是锥形或者心形的，约10至20厘米长，直径为五厘米左右。表皮看上去像层叠的鳞或者有凸起。从冬季到春季果实成熟后会变成棕色，并裂开。果实一般重150至500克，特别大的也有2.7千克以上的。果肉嫩，白色，里面含有许多硬的、无法吃的、棕色或黑色的豆状种子。种子长一至二厘米，半至一厘米宽。
授粉后果实需要五至八个月成熟。
秘魯番荔枝生长在偏冷的安第斯山高处。与牛心番荔枝的杂种在非洲有种植。

## 种植
在它不是野生的地区有时需要人工传粉，原因是有些种类的花粉要在雌蕊可以授粉一日后才成熟。

## 运输
由于秘魯番荔枝不经压，因此它很少被出口，而且出口的果实一般也是没有成熟，比较小的。

## 食用
秘魯番荔枝的果皮开始稍微变黑变软时既可食。去掉果皮和种子后果肉可以吃，也可以加少许柠檬汁。在智利、秘魯，番荔枝冰淇淋很普及。
秘魯番荔枝只有在成熟后才好吃，假如市场上买到的果实还没有成熟的话可以把它裹在纸裡等它成熟。
秘魯番荔枝的汁水在纺织品上会留下很难洗掉的棕色痕迹。

## 营养
100克秘魯番荔枝果肉含4.4克葡萄糖、32毫克磷、13毫克钙和15毫克维生素C。

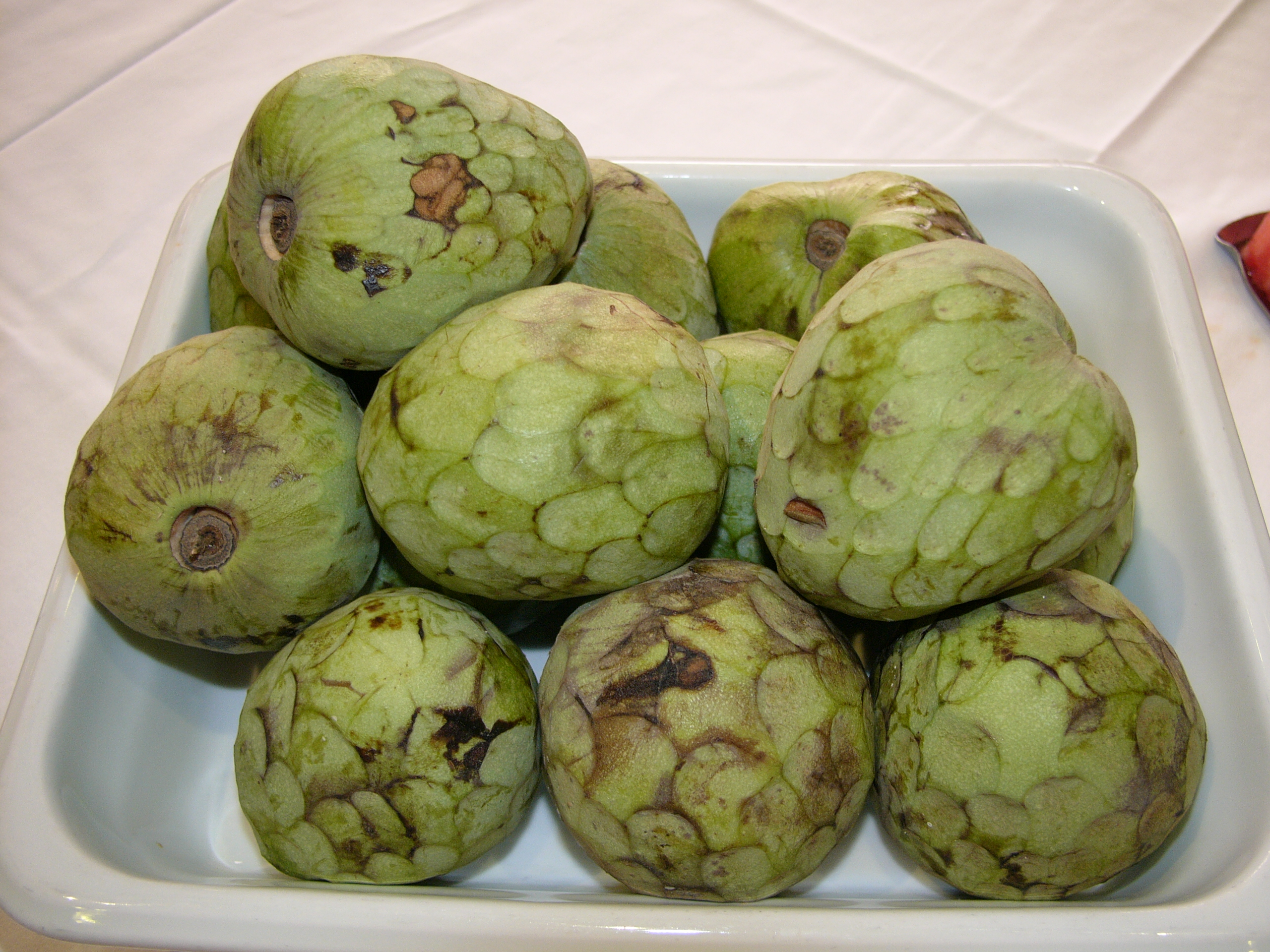
果实
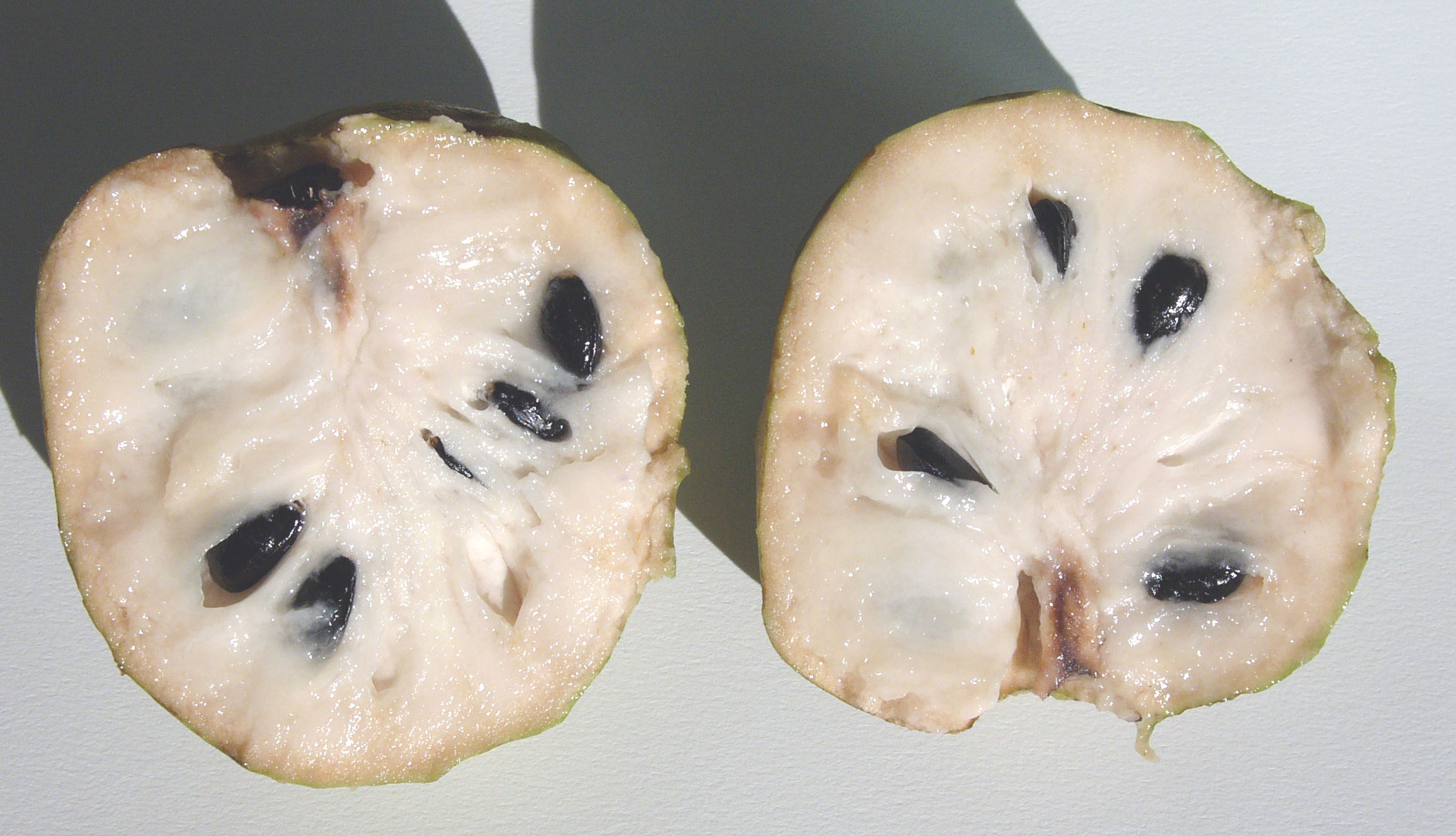
果实截面
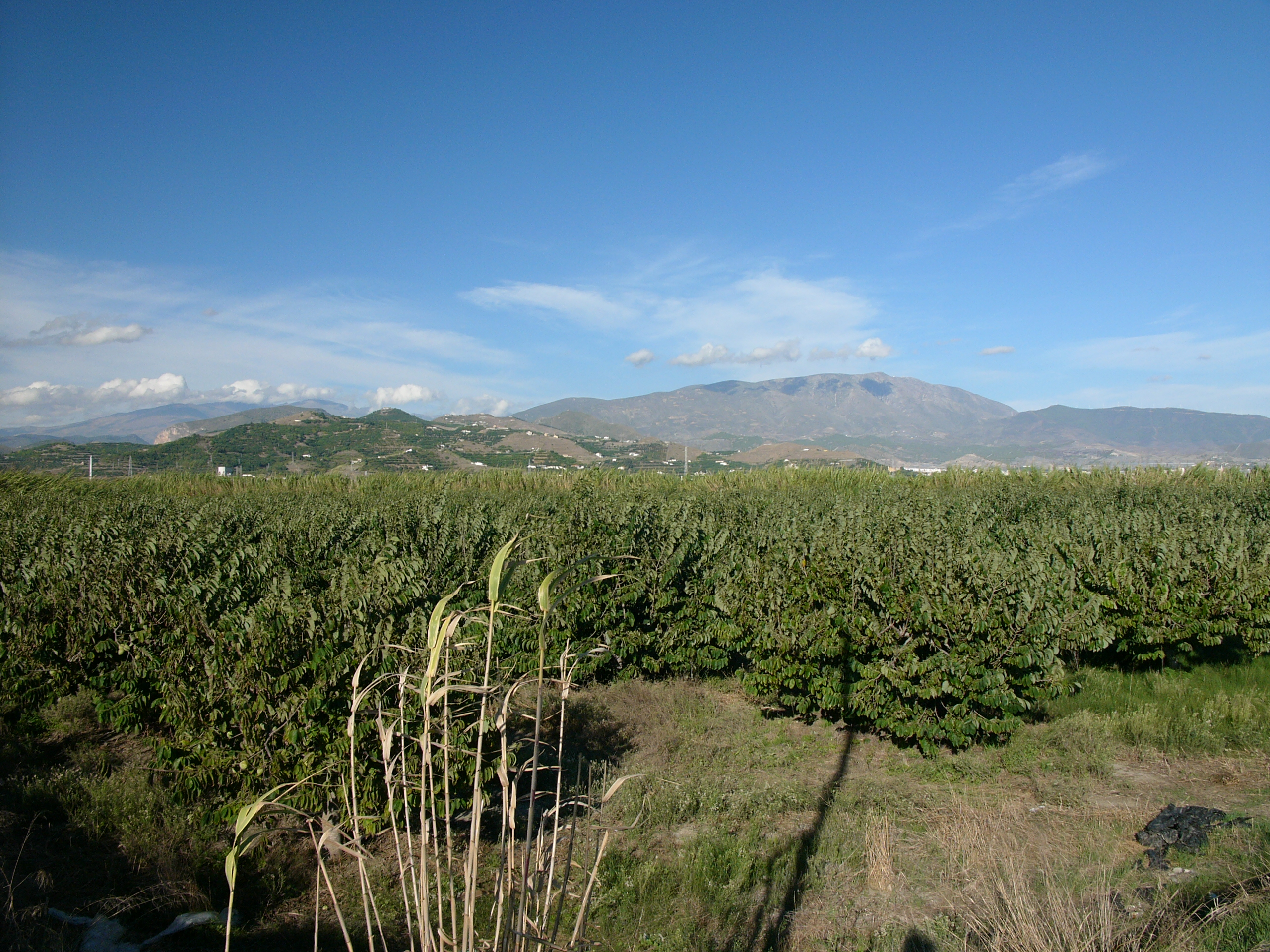
安達魯西亞南部的秘魯番荔枝園

## 雜交種
- 鳳梨釋迦（atemoya）